# Neotrichia tubulifera
Neotrichia tubulifera är en nattsländeart som beskrevs av Oliver S. Flint Jr. 1980. Neotrichia tubulifera ingår i släktet Neotrichia och familjen smånattsländor. Inga underarter finns listade i Catalogue of Life.